# Єлена Австрійська
Єлена Австрійська (нім. Helene von Österreich), також Єлена Габсбург-Лотаринзька (нім. Helene von Habsburg-Lothringen) та Єлена Австро-Тосканська, після шлюбу — Єлена Вюртемберзька (нім. Helene von Württemberg); 30 жовтня 1903 — 8 вересня 1924) — ерцгерцогиня Австрійська з династії Габсбургів, донька ерцгерцога Петера Фердинанда Австрійського та принцеси Марії Крістіни Бурбон-Сицилійської, перша дружина герцога Вюртемберзького Філіпа Альбрехта.

## Біографія
Єлена народилася 30 жовтня 1903 року у Лінці. Вона була другою дитиною та старшою донькою в родині ерцгерцога Петера Фердинанда Австрійського та його дружини Марії Крістіни Бурбон-Сицилійської. Дівчинка мала старшого брата Готтфріда, а згодом сім'я поповнилася молодшими дітьми: Георгом та Розою.
Мешкала родина до 1907 році у Лінці, а згодом — у Відні. Батько під час Першої світової війни брав участь у військових діях на Галичині та італійському фронті. Після закінчення війни та розпаду імперії сімейство переїхало до Швейцарії у Люцерн.

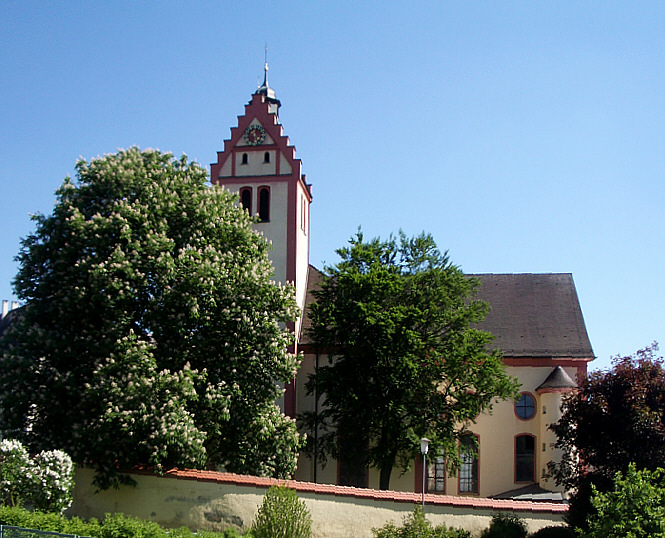
Кірха Альтсхаузенського замку

За тиждень до свого 23-річчя Єлена взяла шлюб із герцогом Вюртемберзьким Філіпом Альбрехтом, старшим від неї на 10 років. Наречений був старшим сином спадкоємця престолу Вюртемберга, герцога Альбрехта. Весілля відбулося 23 жовтня 1923-го у Альтсхаузені. За десять з половиною місяців у подружжя народилася єдина донька. Єлена померла у Тюбінгені за кілька днів після її народження.
Принцесу поховали у крипті кірхи Альтсхаузенського замку. Чоловік важко переживав смерть дружини і згодом взяв другий шлюб із її молодшою сестрою. Свою першу доньку вони назвали Єленою.

## Титули
- 30 жовтня 1903—24 жовтня 1923 — Її Імператорська та Королівська Високість Ерцгерцогиня Єлена Австрійська, Принцеса Угорщини, Богемії та Тоскани;
- 24 жовтня 1923—8 вересня 1924 — Її Королівська Високість Спадкоємна Герцогиня Вюртемберзька.

## Родина
Чоловік — Філіпп Альбрехт, герцог Вюртемберзький
Діти:
- Марія Крістіна (нар. 1924) — удова Георга Гартманна Ліхтенштейнського, має семеро дітей.